# Orden del Sol y el León (Qajar)

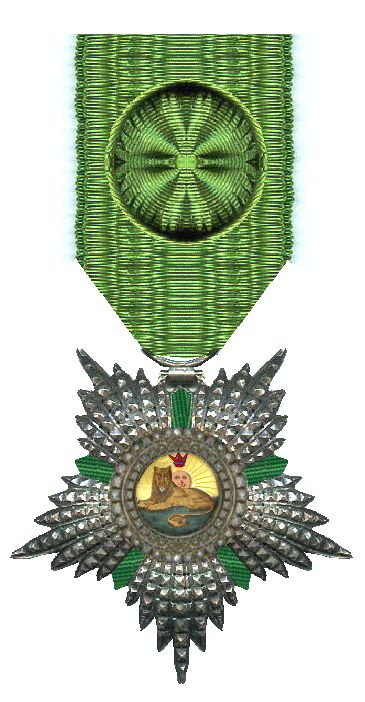
Insignia de la orden.

La orden del Sol y el León es una orden militar creada en 1808. 
El rey de Persia Fath Alí Sah creó en 1808 esta orden de caballería para recompensar a los extranjeros que hicieran servicios importantes a su reino y persona y dar a los embajadores y a los de su séquito una prueba de su aprecio y distinción. 
Es importante no confundir esta condecoración otorgada durante la Dinastía Qajar con la Orden de Homayoun, otorgada durante la Dinastía Pahlaví, que se inspiró de ella. 
Esta orden se divide en tres clases: 
- la divisa de la primera es una cruz de seis puntas formada por tres cilindros, uno en palo y dos en aspa, de esmalte blanco, orlados y pometados de oro, cargados sobre una corona de laurel: en el centro hay un medallón de lo mismo con una terraza a lo natural y un sol naciente: la cinta encarnada.
- la de la segunda clase tiene además una corona de príncipe y se lleva suspendida del cuello.
- los de la tercera llevan la cinta en banda y una placa de la orden engastada de piedras preciosas, según el gusto y los medios del que la usa.